# Fuente el Saúz
Fuente el Saúz település Spanyolországban, Ávila tartományban.  Lakosainak száma 151 fő (2024).

## Népesség
A település népessége az utóbbi években az alábbiak szerint változott:
| Lakosok száma | 297  | 264  | 251  | 230  | 240  | 189  | 173  | 170  | 157  | 151  |
|               | 2001 | 2004 | 2006 | 2009 | 2011 | 2014 | 2016 | 2019 | 2021 | 2024 |